# Lipton

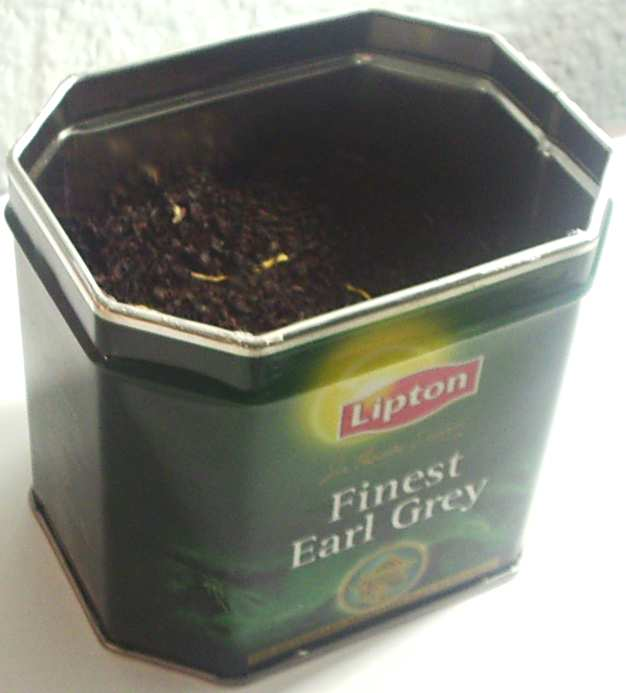
Te av märket Lipton

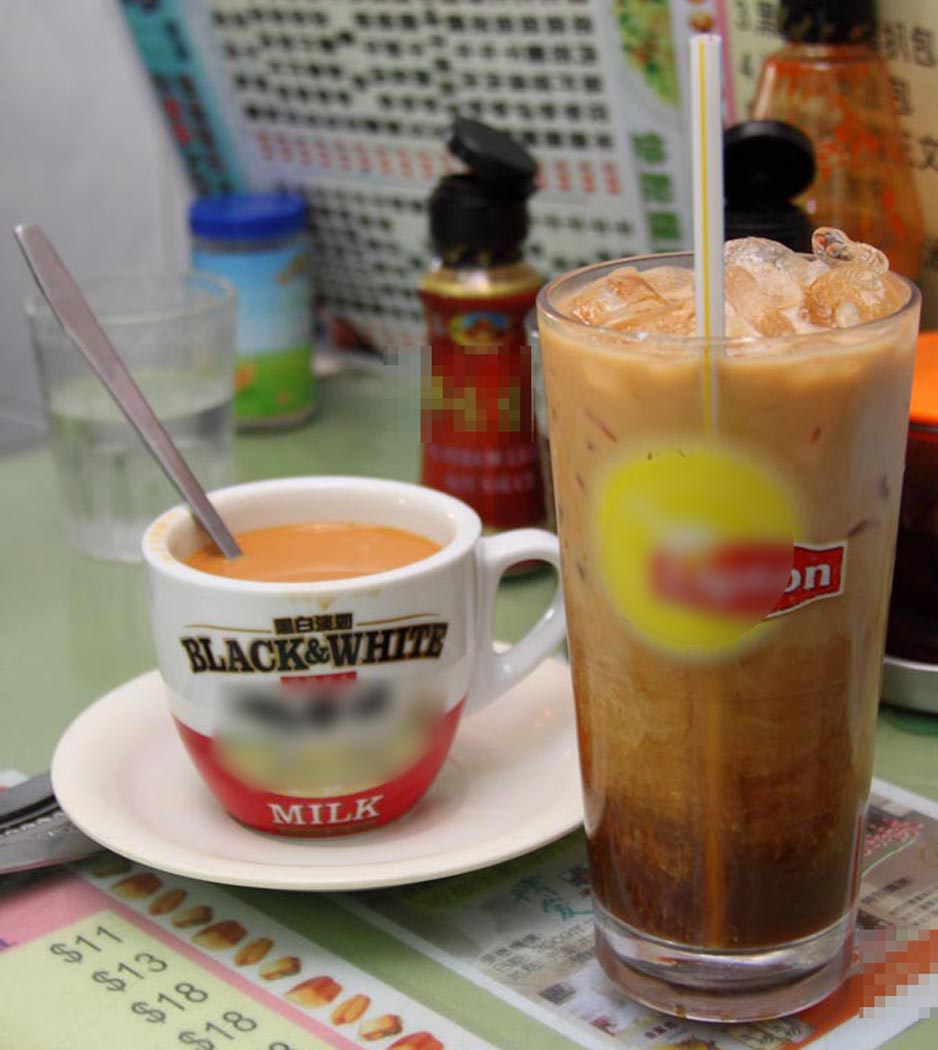
Hett och kallt te.

Lipton är ett företag som säljer te-produkter. Det grundades av skotten Thomas  Lipton under andra halvan av 1800-talet och fick namnet The Thomas J. Lipton Company. Drottning Viktoria föredrog Liptons teer och adlade honom.
Företaget köptes senare upp av Unilever. År 2022 såldes det vidare till CVC Capital Partners.